# (33614) Meganploch
1999 JS63 (asteroide 33614) é um asteroide da cintura principal. Possui uma excentricidade de 0.05406070 e uma inclinação de 5.92488º.
Este asteroide foi descoberto no dia 10 de maio de 1999 por LINEAR em Socorro.